# Burin lớn
Burin lớn (tên khoa học: Esacus recurvirostris) là một loài chim trong họ Burhinidae.

## Hình ảnh

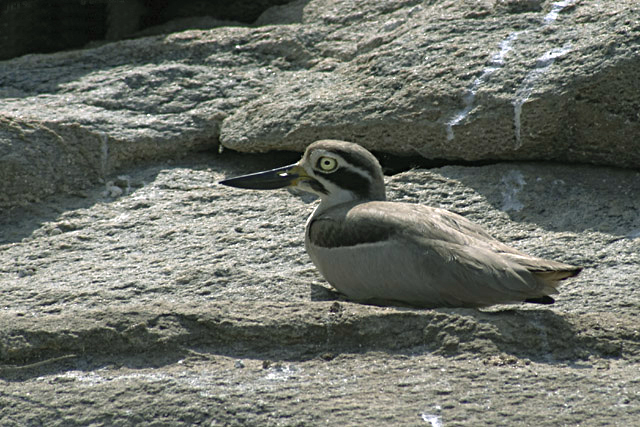
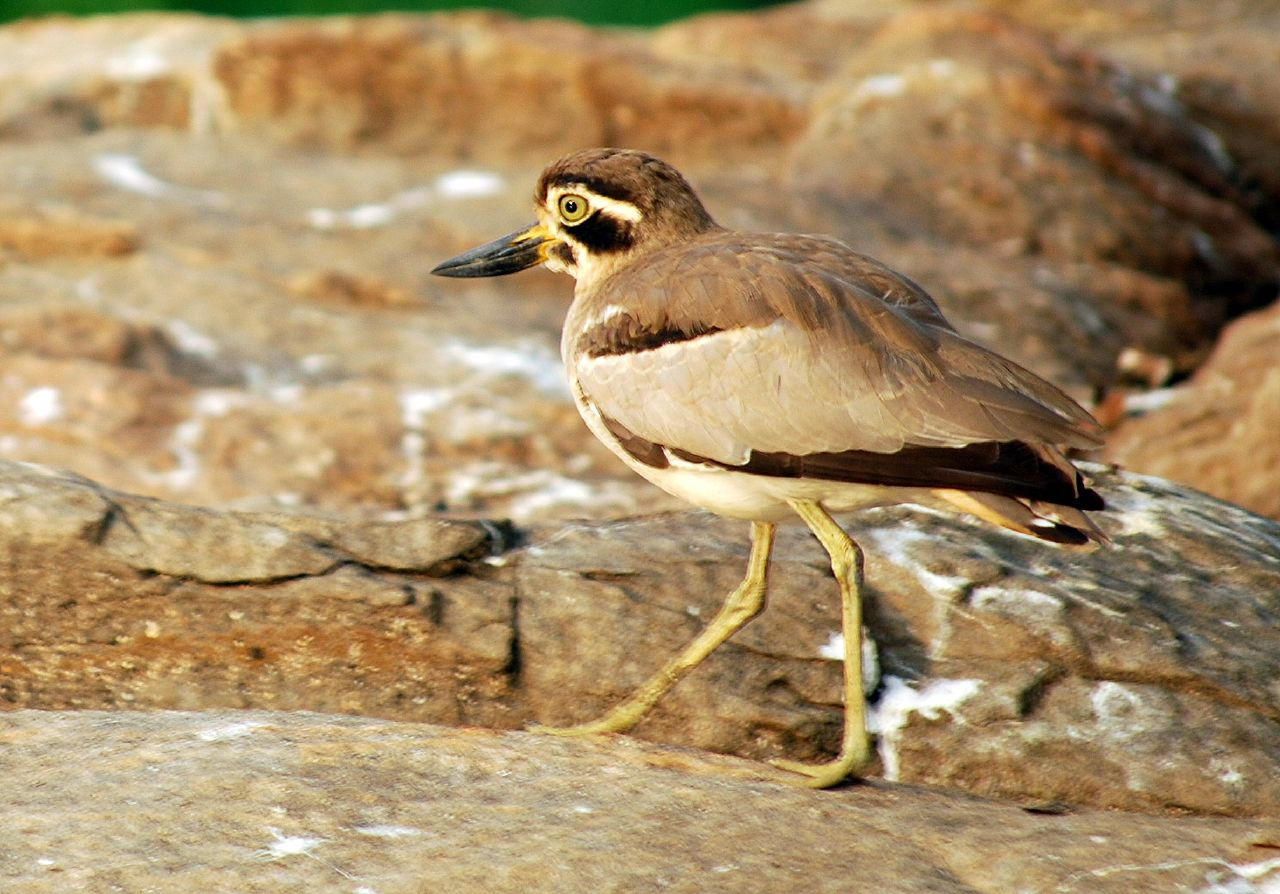